# مقاطعة بلاين (أوكلاهوما)
مقاطعة بلاين (بالإنجليزية: Blaine County)‏ هي إحدى مقاطعات ولاية أوكلاهوما في الولايات المتحدة الأمريكية.